# Nazariy Nazarovych Yaremchuk
Nazariy Nazarovych Yaremchuk (tiếng Ukraina: Назарій Назарович Яремчук) là một ca sĩ người Hutsul Ukraina sinh ra tại ngôi làng Rivnya thuộc tỉnh Chernivtsi. Sau khi qua đời, ông được truy tặng danh hiệu Anh hùng Ukraina vào tháng 8 năm 2021.
Cho đến khi qua đời vào năm 1995, Yaremchuk là một trong những ca sĩ được yêu thích nhất của Ukraina. Ông được trao danh hiệu Nghệ sĩ Nhân dân Ukraina và được truy tặng Giải thưởng Quốc gia Shevchenko. Ở Ukraina, ông thường được gọi là "người được yêu thích nhất đất nước" và "chim họa mi từ Bukovina".
Yaremchuk chủ yếu nổi tiếng với các tiết mục biểu diễn bằng tiếng Ukraina của mình. Cùng với Vasyl Zinkevych và Volodymyr Ivasyuk, ông là ca sĩ đầu tiên hát bằng tiếng mẹ đẻ của mình tại Pesnya goda. Là một thành viên của nhóm nhạc VIA Smerichka, Yaremchuk lần đầu tiên phổ biến các bài hát như "Chervona ruta" và "Vodohray".
Các con của Yaremchuk cũng nổi tiếng trong lĩnh vực âm nhạc. Hai người con trai lớn nhất của ông là Dmytro Yaremchuk và Nazariy Yaremchuk đều được phong tặng danh hiệu Nghệ sĩ Nhân dân Ukraina. Con gái ông Mariya Yaremchuk đã trở thành một nghệ sĩ thu âm nổi tiếng và đại diện cho Ukraina trong cuộc thi Eurovision Song Contest 2014.

## Thời thơ ấu

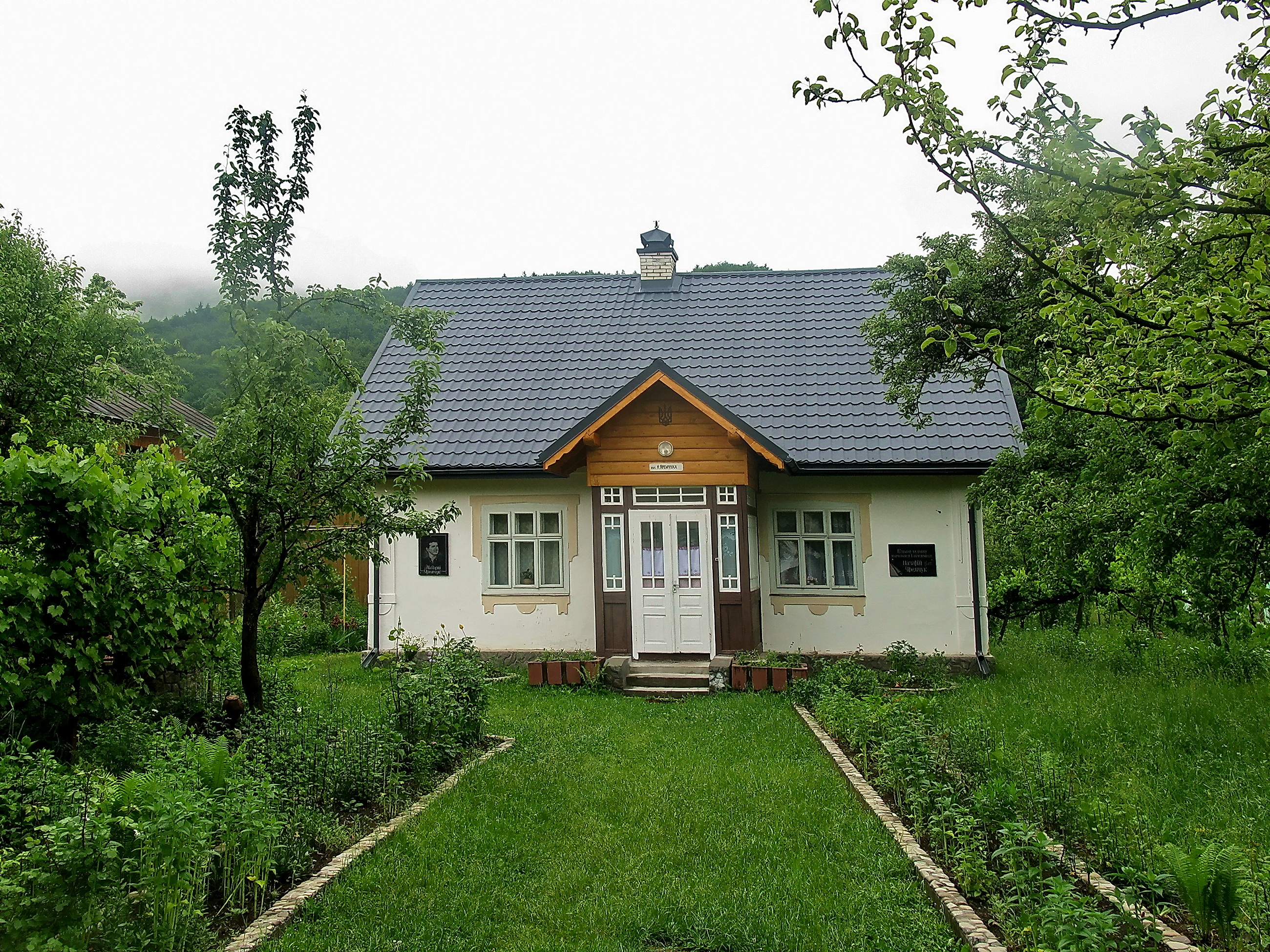
Nhà của Nazariy Yaremchuk tại Vyzhnytsa ngày nay.

Nazariy Yaremchuk sinh ra là con thứ ba và là con út của Nazariy Tarasovych Yaremchuk và Mariya "Marichka" Dariyivna ở làng Rivnya (ngày nay là một phần của Vyzhnytsia) bên bờ sông Cheremosh. Cha của ông hơn mẹ ông ba mươi bốn tuổi và do đó đã 64 tuổi khi Nazariy chào đời. Vào thời điểm đó, cha ông đã có hai người con đã trưởng thành từ cuộc hôn nhân trước, Dmytro và Emilia. Tuy nhiên, không ai trong số họ sống cùng trong ngôi nhà đó. Cậu bé Nazariy lớn lên cùng anh trai Bohdan và chị gái Kateryna "Katryusha", và cháu trai của cha họ, Stepan.

## Sự nghiệp

### 1969-1974: Smerichka

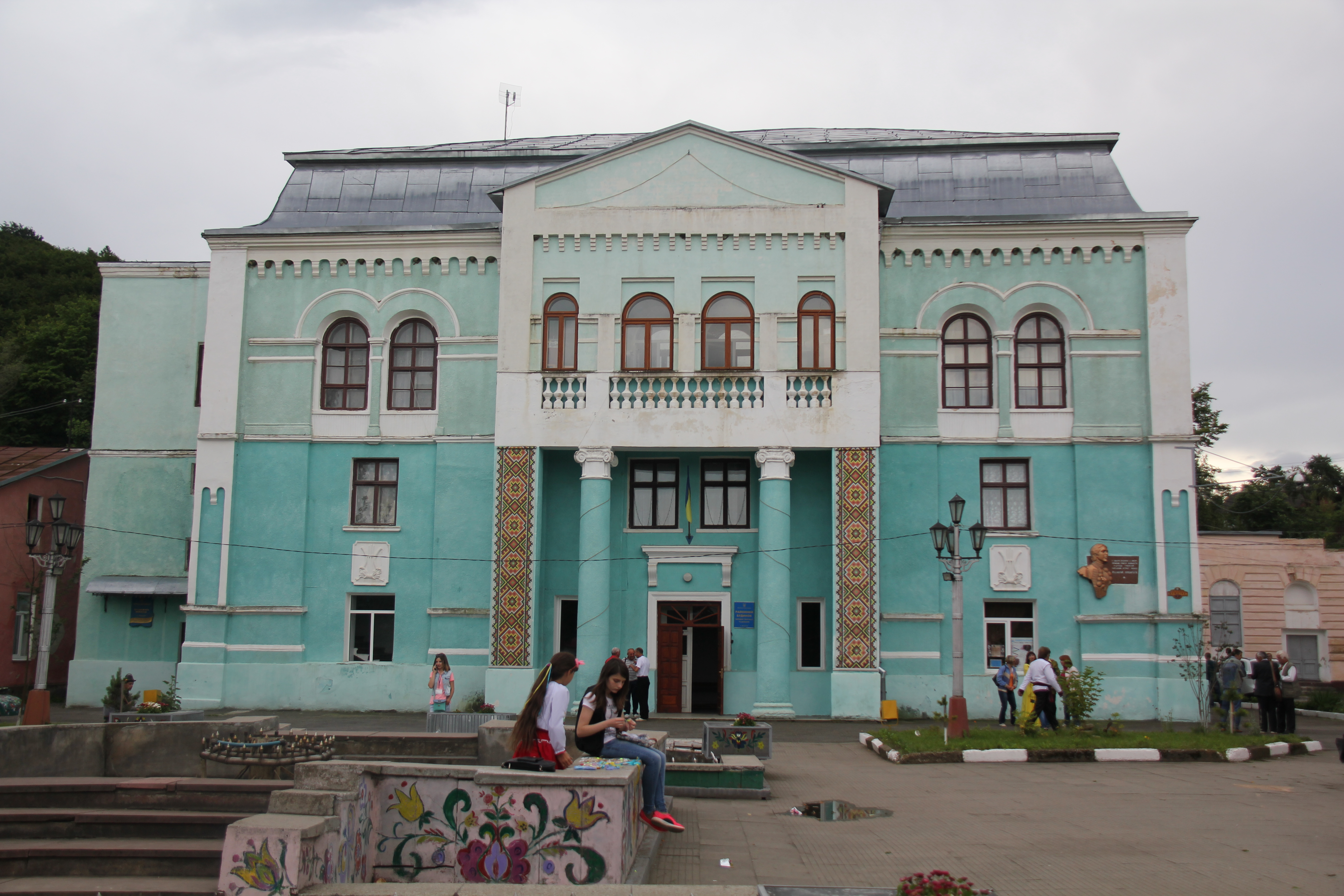
Vyzhnytsia House of Culture, nơi Yaremchuk lần đầu diễn tập với Smerichka.

Năm 1969, Yaremchuk học xong trung học và cố gắng đăng ký vào Khoa Địa lý của Đại học Chernivtsi, nhưng không thành công. Thay vì tiếp tục học, ông bắt đầu làm công việc nhà địa chấn học và được tuyển dụng vào Quân đội. Thông qua nghĩa vụ quân sự, ông có thể đăng ký khóa học lái xe tại Cung văn hóa ở Vyzhnytsia quê nhà.
Khoảng tháng 9 năm 1970, Yaremchuk kết bạn với nhà báo Viktor Spivak của tờ báo Silski Visti có trụ sở tại Boryspil. Spivak đến Vyzhnytsia một cách tình cờ vì ông muốn viết một báo cáo về dãy núi Karpat. Ở đó, ông tình cờ tham dự buổi diễn tập của Smerichka vì cảm thấy buồn chán ở thị trấn nhỏ này. Spivak sau đó nhớ lại khả năng âm nhạc cực đỉnh và âm vực rất tốt của Yaremchuk khi họ đang đi bộ đường dài trên núi trong những lần hai người gặp gỡ.
Sự nổi tiếng của Smerichka tăng lên tại địa phương và vào năm 1970, họ đã sản xuất ra vở mignon đầu tiên của mình. Đài truyền hình khu vực đề xuất quay một bộ phim ca nhạc với nhóm nhạc này đảm nhận vai chính. Tuy nhiên, kế hoạch đã nhanh chóng thay đổi và thay vào đó, một số nhóm nhạc đã được đưa vào bộ phim, bao gồm VIAs Karpaty, Evrika và ca sĩ trẻ Sofia Rotaru, người đã nổi tiếng khắp khu vực vào thời điểm đó.
Bộ phim ca nhạc cuối cùng được đặt tên là Chervona Ruta, theo tên bài hát nổi tiếng cùng tên của Volodymyr Ivasyuk. Tuy nhiên, trong quá trình ghi âm vào tháng 8 năm 1971 tại Yaremcha, tỉnh Ivano-Frankivsk, một bi kịch đã xảy ra với Yaremchuk khi mẹ ông qua đời, khiến Yaremchuk trở thành trẻ mồ côi ở tuổi 19. Ban đầu, người ta không rõ liệu Yaremchuk có hoàn thành được việc quay phim hay không vì phong tục tang lễ của người Hutsul. Cuối cùng, Yaremchuk vẫn ở lại. Trong bộ phim này, cuối cùng ông đã vào vai nghệ sĩ độc tấu trong nhóm nhạc do Ivasyuk chỉ huy và biểu diễn "Незрівнянний світ краси" (Thế giới vẻ đẹp vô song). Bên cạnh đó, Yaremchuk còn được biết đến với vai trò là ca sĩ trong các bài hát "Chervona ruta", "Mila moya" và "Vodohrai".

### 1975-1981: Thành công solo
Năm 1978, Yaremchuk được trao tặng danh hiệu Nghệ sĩ ưu tú của Ukraina. Đồng thời, ông được trao tặng Huân chương Hữu nghị các dân tộc.

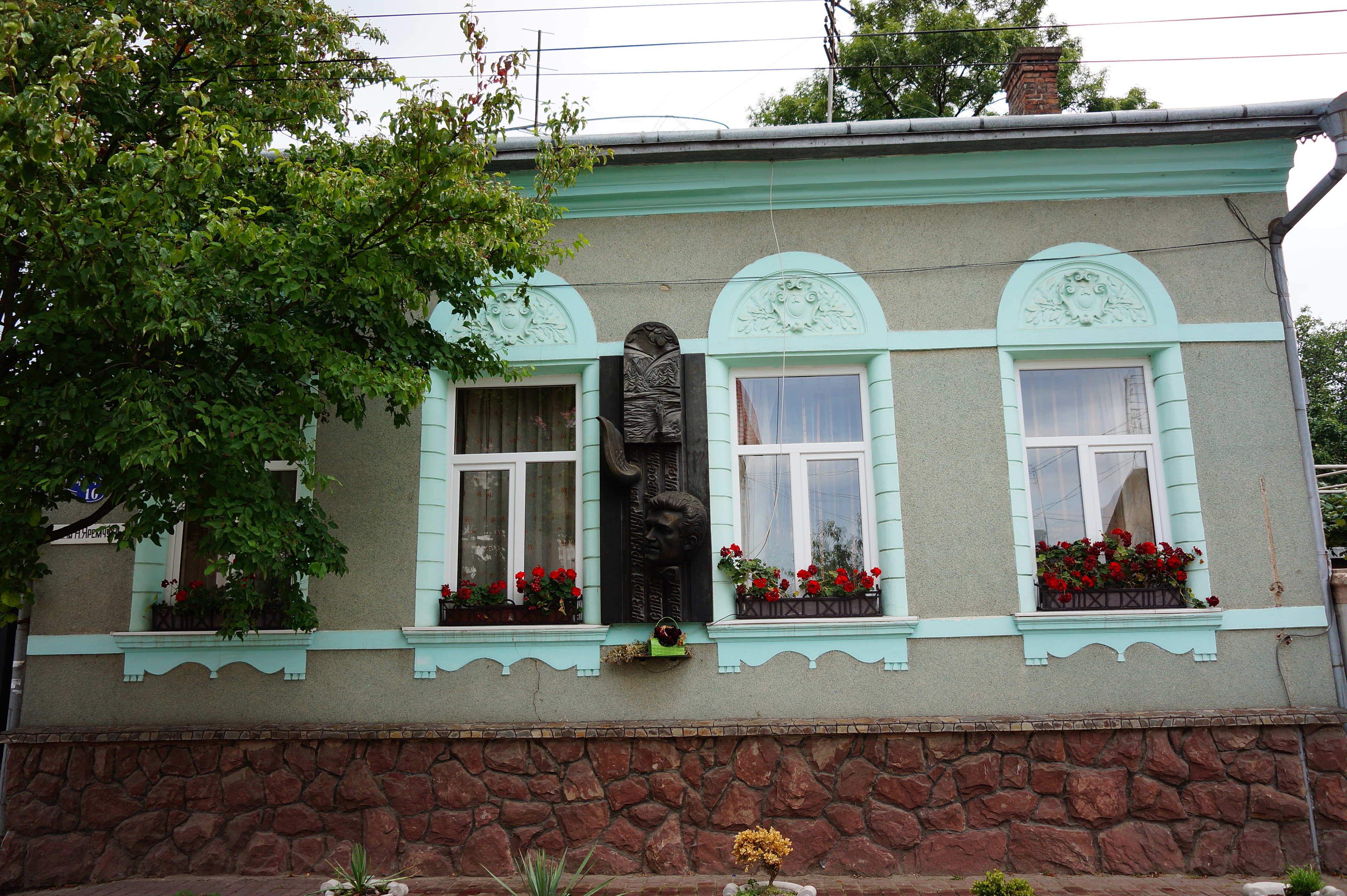
Nhà của Yaremchuk tại Chernivtsi, ông bắt đầu sống ở đây từ cuối những năm 1980.

Năm 1979, Yaremchuk đã yêu cầu Dvorsky sáng tác một bài hát cho mình. Cuối cùng, nó đã trở thành "Stozhary", một trong những bản hit solo đầu tiên của Yaremchuk vào năm 1981. Một năm sau, Yaremchuk phát hành album LP dài đầu tiên của mình mang tên Nezrivyannyy svit krasy, có tựa đề giống như bài hát mà ông đã hát trong Chervona ruta. Năm 1981, Yaremchuk đóng vai chính trong bộ phim Chervonta ruta: Mười năm kể từ khi đó với Vasyl Zinkevych và Sofia Rotaru.

### 1995: Qua đời
Ngày 30 tháng 6 năm 1995, Yaremchuk qua đời tại nhà riêng ở Chernivtsi.